# Fontaine lumineuse
Les fontaines lumineuses sont des éléments décoratifs et pédagogiques basés sur le phénomène de réflexion totale.

## Historique

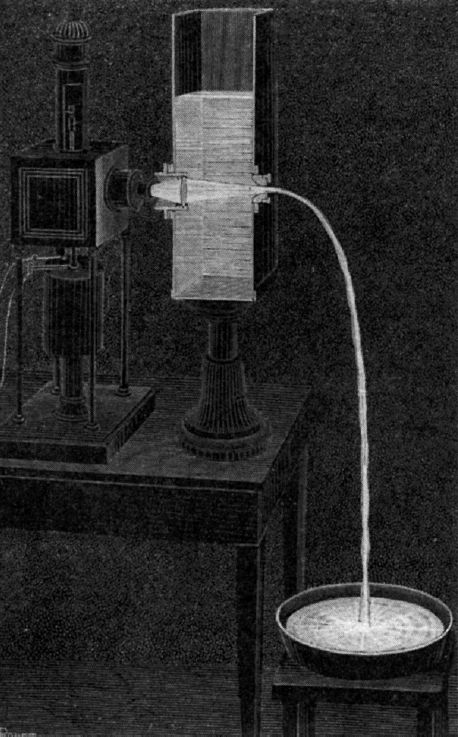
Illustration provenant d'un article de La Nature de 1884 par Jean-Daniel Colladon.

Les fontaines lumineuses ont notamment été rendues célèbres à la suite des travaux scientifiques de John Tyndall au XIXe siècle où il montra que la réflexion totale interne de la lumière dans un jet d'eau permettait un guidage de la lumière à l'intérieur de ce jet d'eau.
Ce même principe constitue désormais la base des fibres optiques utilisées dans les systèmes de communication modernes.

## Principe physique

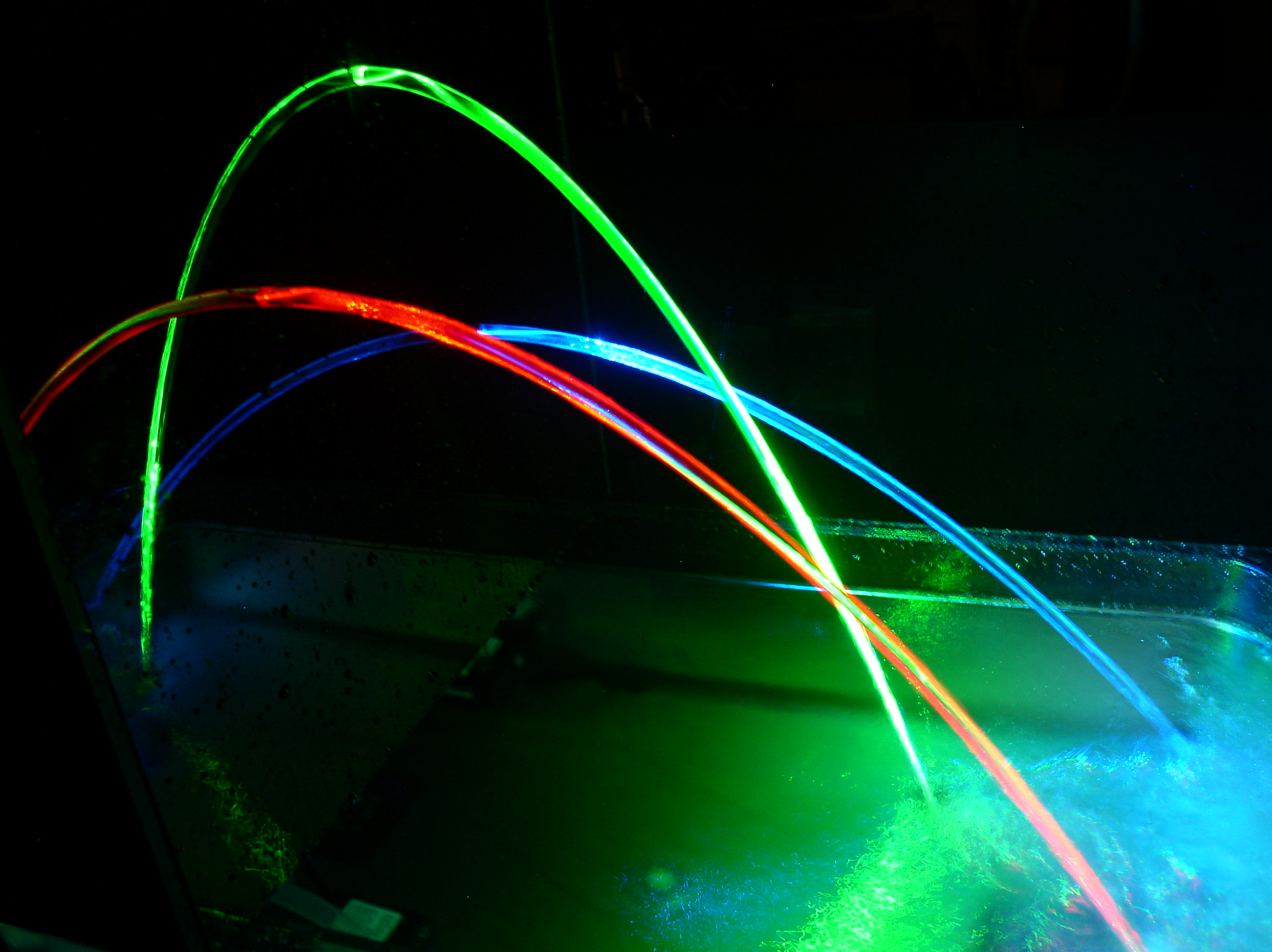
Fontaine lumineuse tricolore

Le principe est simple : pour que la lumière puisse être guidée dans un milieu 1, il faut que le milieu 2 entourant le milieu 1 présente un indice de réfraction plus faible. C'est une condition indispensable à l'obtention de la réflexion totale, qui dans le cadre simple de l'optique géométrique permet d'expliquer le guidage de la lumière dans les fibres optiques par exemple.
La fabrication des fibres optiques tend à ce que le « cœur » de la fibre (là où la lumière se propage) ait un indice de réfraction légèrement supérieur à celui de la « gaine » qui l'entoure. La lumière est ainsi guidée. Il existe une autre condition : les rayons doivent faire un angle important par rapport à la normale à l'interface cœur/gaine. En injectant des rayons avec des incidences quelconques, seuls ceux suffisamment inclinés seront guidés.
On peut imaginer réaliser un dispositif macroscopique (le cœur des fibres est souvent micrométrique) pour illustrer le guidage. L'air fera une très bonne gaine : son indice étant égal à 1, il est facile de trouver un matériau d'indice supérieur pour jouer le rôle de cœur. Ce matériau doit néanmoins être transparent dans le visible : le plus simple et le moins cher est d'utiliser de l'eau (n=1,33).
En réalisant un jet d'eau courbé (simplement par la gravité) et en injectant un faisceau de lumière à l'intérieur, on observe que la lumière suit le jet d'eau sur toute sa longueur : elle est piégée par réflexion totale par les parois du jet en raison de l'écart d'indice à l'interface eau/air et de l'incidence rasante.

## Applications
Les fontaines lumineuses sont actuellement principalement une application dans la décoration intérieure, extérieure et surtout urbaine.